# مدينة داود

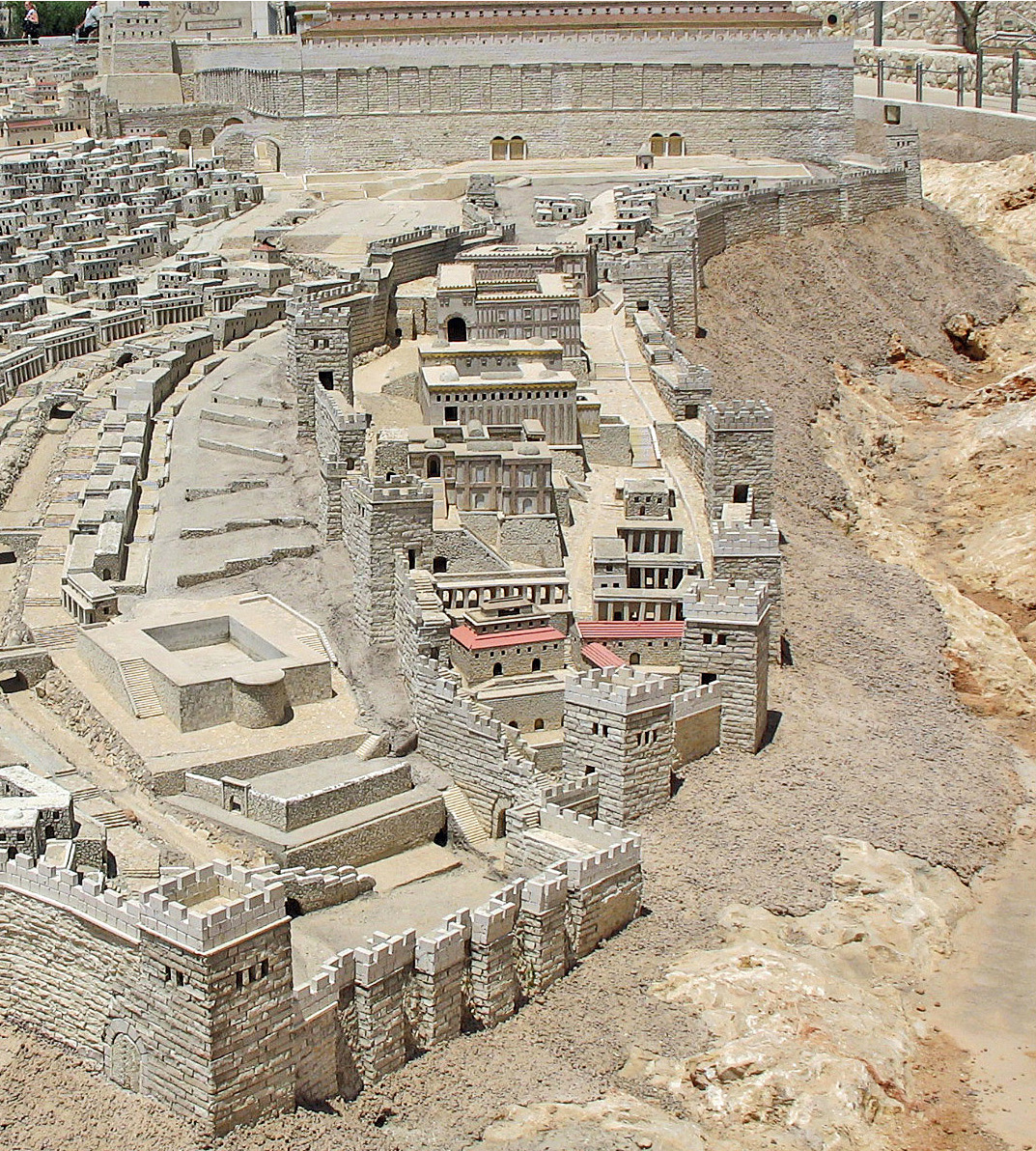
آثار مدينة داود خلال فترة الملك هيرودس الأول.

مدينة داود وهي مدينة موجودة داخل القدس، وهو موقع أثري يقع جنوب الحرم القدسي الشريف وهو محاذي للأراضي الفلسطينية المحتلة عام 1967 وبالقرب من سلوان في القدس الشرقية وهذه المدينة موجودة منذ العصر البرونزي وقد كان يتواجد في هذا المكان قصر الملك داود ويقع جنوبها وادي جيهينا ووادي الجوز في الشرق.
عُثر على مقابر منحوتة بمهارة في الصخر يرجع تاريخها إلى القرن التاسع إلى القرن السابع قبل الميلاد، والتي تشكل ما يعرف باسم مقبرة سلوان خارج وادي حلوة.

## أعلام
- داود
- أخزيا ملك يهوذا
- يهورام ملك يهوذا
- آسا
- يهوشافاط